# Slavar
Pour plus de détails, voir Fiche technique et Distribution.
Slavar est un court métrage d'animation de David Aronowitsch et Hanna Heilborn, sorti en 2008.

## Fiche technique
- Titre français : Slavar
- Réalisation : David Aronowitsch et Hanna Heilborn
- Pays d'origine : Suède-Norvège-Danemark
- Genre : animation, court métrage, documentaire
- Durée : 15 minutes
- Date de sortie : 2008

## Récompenses
- Cristal et prix Unicef au Festival international du film d'animation d'Annecy